# Acanthopteroctetidae
De Acanthopteroctetidae zijn een kleine familie van primitieve vlinders en de enige familie in de superfamilie Acanthopteroctetoidea. De familie telt zes soorten, verdeeld over twee geslachten. Vijf soorten komen in Noord-Amerika voor, en één op de Krim. Het typegeslacht is Acanthopteroctetes.

## Soorten
- Acanthopteroctetes aurulenta Davis, 1984
- Acanthopteroctetes bimaculata Davis, 1969
- Acanthopteroctetes nepticuloides Mey, 2011
- Acanthopteroctetes tripunctata Braun, 1921
- Acanthopteroctetes unifascia Davis, 1978
- Catapterix crimaea Zagulajev & Sinev, 1988